# Ute Cohen
Ute Cohen (* 1966 in Oettingen in Bayern) ist eine deutsche Schriftstellerin, Publizistin und Moderatorin. Ihre Werke befassen sich mit Themen wie sexueller Gewalt, Kapitalismus und gesellschaftlichen Strukturen. Zudem verfasst sie kulturgeschichtliche Essays und Sachbücher und moderiert kulturelle Veranstaltungen.

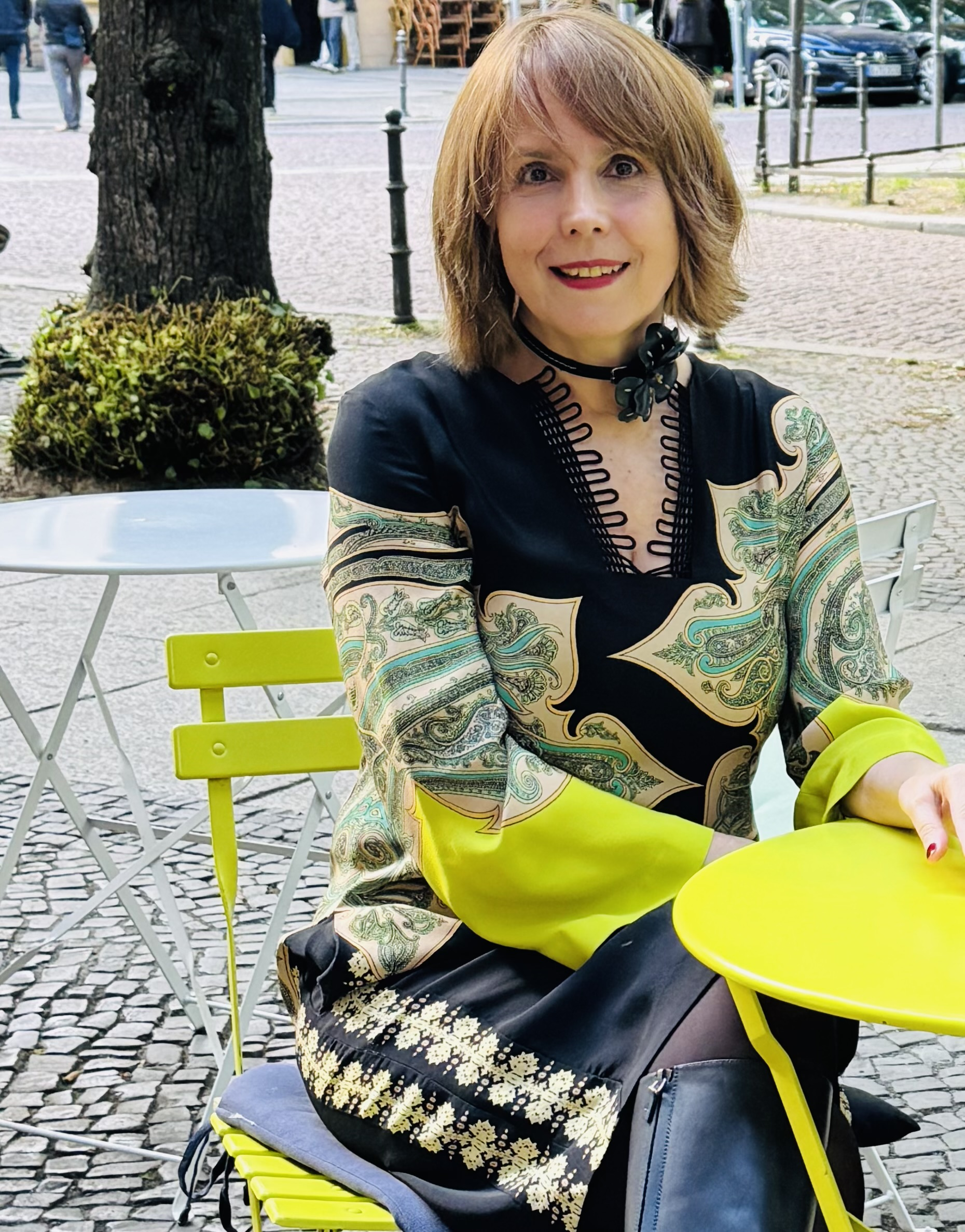
Ute Cohen (2025)

## Leben
Ute Cohen wuchs in einer Arbeiterfamilie auf. Nach dem Abitur erhielt sie ein Stipendium der Studienstiftung des deutschen Volkes, durch das sie während ihres Studiums der Linguistik und Geschichte gefördert wurde. Mit einer sprachwissenschaftlichen Arbeit über den juristischen Bedeutungswandel wurde sie an der Friedrich-Alexander-Universität in Erlangen zur Dr. phil. promoviert.
Ihre berufliche Laufbahn begann Cohen bei amerikanischen Unternehmensberatungen in Düsseldorf und Paris. In Paris gründete sie eine Familie und baute gemeinsam mit dem Vater ihrer Kinder ein Unternehmen auf.
Seit ihrem Umzug nach Berlin widmet sich Cohen vermehrt ihrer publizistischen Tätigkeit. Schwerpunkt ihrer journalistischen Arbeit sind Essays und Interviews unter anderem mit Michel Houellebecq, Jean-Louis Trintignant und Alain Finkielkraut. Cohen ist Autorin mehrerer Romane und Sachbücher zu den Themen Gastronomie und Glamour.
Seit 2023 moderiert Cohen die Veranstaltungsreihe „Cohen’s Club“, die in Kooperation mit Xamax/The Booksoiree und der Zeichnerin Sherin L’Artiste in Berlin organisiert wird. Die Reihe beschäftigt sich mit kulturellen und gesellschaftlichen Themen und bietet Raum für künstlerischen Austausch.

## Publikationen

### Romane
- Satans Spielfeld. Septime Verlag, 2017, ISBN 978-3-99120-007-9.
- Poor Dogs. Septime Verlag, 2020, ISBN 978-3-902711-87-8.
- Falscher Garten. Septime Verlag, 2022, ISBN 978-3-99120-017-8.

### Gesprächsband
- Chaos? Hinhören, Singen. Gesprächsband mit Ingrid Caven. Kampa Verlag, 2021, ISBN 978-3-311-14023-8.

### Sachbücher
- Der juristische "Bedeutungswandel" : linguistische Überlegungen zu Stasis und Dynamik im Rechtssystem. Diss. Universität Erlangen. 1994 (finna.fi).
- Der Geschmack der Freiheit. Reclam, Stuttgart 2024, ISBN 978-3-15-011479-7.
- Glamour. Über das Wagnis, sich kunstvoll zu inszenieren. Zu Klampen Verlag, 2025, ISBN 978-3-98737-031-1.